# Washakie Needles
Washakie Needles ist der höchste Berg der Washakie Range sowie des Hot Springs County im Nordwesten des US-Bundesstaates Wyoming. Der Berg hat eine Höhe von 3817 m und liegt in der Washakie Wilderness des Shoshone National Forest. Die Washakie Range ist eine der südlichen Berggruppen innerhalb der Absaroka Range, die andere sind die Owl Creek Mountains. Washakie Needles liegt rund 1,3 km südlich des etwas niedrigeren Dome Mountain, dem zweithöchsten Gipfel der Washakie Range, und erhebt sich nordöstlich über das Tal des South Fork Owl Creek.

## Belege
1. ↑  Peakbagger: Washakie Needles. Abgerufen am 10. Januar 2021.
2. ↑  Geonames: Washakie Needles. Abgerufen am 10. Januar 2021.
3. ↑  Peakbagger: Washakie Range. Abgerufen am 10. Januar 2021.